# Orofino
Orofino ist eine City im Clearwater County, Idaho und liegt am Orofino Creek und dem nördlichen Ufer des Clearwater Rivers. Im Jahr 2000 hatte der County Seat des Clearwater Countys 3247 Einwohner. Das historische Canoe Camp wo die Lewis-und-Clark-Expedition fünf neue Kanus baut und am 7. Oktober 1805 zu Wasser ließ, um den Fluss hinunter bis zum Pazifischen Ozean zu fahren.
Etwa sechs Kilometer nördlich der Stadt befindet sich die Dworshak National Fish Hatchery und der Dworshak Dam, der dritthöchste Staudamm in den Vereinigten Staaten. Er wurde Anfang der 1970er Jahre fertiggestellt.
In Orofino befindet sich heute ein Gefängnis sowie das Idaho State Hospital North. Beide Einrichtungen liegen in Nachbarschaft zur Orofino High School. Jährlich zum Unabhängigkeitstag am 4. Juli findet in Orofino eine Feier statt; außerdem werden in dem Ort die Clearwater County Fair und gegen Ende des Sommers die Lumberjack Days veranstaltet.

## Geographie
Orofinos geographische Koordinaten lauten 46° 29′ N, 116° 16′ W (46,485485, −116,258847). Nach den Angaben des United States Census Bureau hat die Stadt eine Fläche von 6,5 km², wovon 6,2 km² auf Land und 0,3 km² (= 4,37 %) auf Gewässer entfallen.

## Geschichte
Ursprünglich bestand der Name aus zwei Worten, Oro Fino, und bezog sich auf ein Goldgräberlager, das 1861 etwa drei Kilometer südlich von Pierce bestand und heute eine Geisterstadt ist. Als die Indianerreservation der Nez Percé 1895 für die Besiedlung geöffnet wurde, baute Clifford Fuller einen Handelsposten auf seiner neuen Heimstätte auf und die Stadt Orofino-on-the-Clearwater wurde im darauffolgenden Jahr gegründet. Die Eisenbahn, die später Teil der Camas Prairie Railroad wurde, erreichte Orofino von Lewiston her im Jahre 1899.

## Verkehr
Die Straße ist über eine Brücke an den auf dem südlichen Ufer des Clearwater Rivers verlaufenden U.S. Highway 12 verbunden. Diese Fernstraße führt westwärts nach Lewiston, Idaho und ostwärts über den Lolo Pass nach Missoula, Montana. In diesem Abschnitt ist U, S. 12 als "Northwest Passage Scenic Byway" bekannt und als National Scenic Byway ausgewiesen. Ein kommunaler Flugplatz liegt im Nordwesten des Stadtgebietes auf dem anderen Ufer des Clearwater Rivers.

## Demographie
Zum Zeitpunkt des United States Census 2000 bewohnten Orofino 3247 Personen. Die Bevölkerungsdichte betrug 520,2/km Personen pro km². Es gab 1279 Wohneinheiten, durchschnittlich 204,9 pro km². Die Bevölkerung Orofinos bestand zu 93,93 % aus Weißen, 0,37 % Schwarzen oder African American, 2,13 % Native American, 0,59 % Asian, 0,09 % Pacific Islander, 0,99 % gaben an, anderen Rassen anzugehören und 1,91 % nannten zwei oder mehr Rassen. 2,25 % der Bevölkerung erklärten, Hispanos oder Latinos jeglicher Rasse zu sein.
Die Bewohner Orofinos verteilten sich auf 1137 Haushalte, von denen in 28,9 % Kinder unter 18 Jahren lebten. 54,1 % der Haushalte stellten Verheiratete, 8,4 % hatten einen weiblichen Haushaltsvorstand ohne Ehemann und 32,5 % bildeten keine Familien. 27,6 % der Haushalte bestanden aus Einzelpersonen und in 12,8 % aller Haushalte lebte jemand im Alter von 65 Jahren oder mehr alleine. Die durchschnittliche Haushaltsgröße betrug 2,33 und die durchschnittliche Familiengröße 2,83 Personen.
Die Bevölkerung verteilte sich auf 20,1 % Minderjährige, 7,9 % 18–24-Jährige, 30,4 % 25–44-Jährige, 26,1 % 45–64-Jährige und 15,6 % im Alter von 65 Jahren oder mehr. Der Median des Alters betrug 40 Jahre. Auf jeweils 100 Frauen entfielen 132,9 Männer. Bei den über 18-Jährigen entfielen auf 100 Frauen 143,2 Männer.
Das mittlere Haushaltseinkommen in Orofino betrug 30.580 US-Dollar und das mittlere Familieneinkommen erreichte die Höhe von 36.908 US-Dollar. Das Durchschnittseinkommen der Männer betrug 30.386 US-Dollar, gegenüber 20.968 US-Dollar bei den Frauen. Das Pro-Kopf-Einkommen belief sich auf 14.563 US-Dollar. 12,1 % der Bevölkerung und 7,6 % der Familien hatten ein Einkommen unterhalb der Armutsgrenze, davon waren 16,3 % der Minderjährigen und 7,1 % der Altersgruppe 65 Jahre und mehr betroffen.